# Fuente Anna Seiler
La Fuente Anna Seiler (en alemán: Anna-Seiler-Brunnen) es una fuente en Marktgasse en la ciudad vieja de Berna, Suiza. Se trata de una propiedad cultural suiza de importancia nacional  y es parte del Patrimonio de la Humanidad declarado por la UNESCO en la ciudad vieja de Berna.
La fuente, que se encuentra en el extremo superior de Marktgasse conmemora a la fundadora del primer hospital de Berna. Anna Seiler está representada por una mujer en un vestido azul, vertiendo agua en un plato pequeño. Ella está de pie sobre un pilar traído de la ciudad romana de Aventicum (la moderna Avenches).